# ソラボ
株式会社SoLabo（ソラボ）は、税理士資格を持つ田原広一が、創業の為の融資支援を目的として立ち上げた会社で、本社は東京都千代田区。

## 概要
資格取得のTAC (予備校)にて財務諸表論講座講師を務めていた、田原広一が「関わる経営者すべてに感謝される会社」を目指し設立した会社で、事業として、主に中小企業経営者や起業家向けに、3,700件以上の実績がある資金調達支援を主軸に、集客メディア事業や、自社メディア事業にて、経営者の本業以外での業務労力を減らす為の、経営サポートを行っている。
特徴として、資金調達支援では、着手金ゼロの、完全成功報酬型で、手持ち資金の少ない事が多い、開業するタイミングの企業等を相手に事業を伸ばしている。
2020年度より起業補助金申請支援等を強化すると共に、多数の税理士事務所との提携を開始、2021年5月現在500を超える税理士事務所と提携。
貸金業でもあると共に、中小企業庁より、経営革新等支援機関（認定支援機関）に認定されている。

## 事業所
- 東京本社 -〒101-0021 東京都千代田区外神田1丁目18-19　新秋葉原ビル７階
- 「QUARTET WORKS（カルテットワークス）」-〒220-0012 神奈川県横浜市西区みなとみらい4丁目5−3　神奈川大学 みなとみらいキャンパス1004号室
- 千葉支社　-〒260-0028 千葉県千葉市中央区新町22-1　新町55ビル5階
- 大阪支社 -〒541-0053 大阪市中央区本町4丁目2－12　野村不動産御堂筋本町ビル8階 billage OSAKA内

## 運営サイト
- 創業融資ガイド　2016年4月開設

- 資金調達ノート　2017年12月開設

- inQup　　　　　　　2018年10月開設

- 店舗内装ラボ　　2020年1月開設

## 沿革
- 2015年 - 田原広一が 東京都千代田区に株式会社ＳｏＬａｂｏを設立創業、日本政策金融公庫などへの創業融資サポート業務を行う。
- 2018年 -3,000万円の融資を受け、10月にWEBサイト事業を3,564万円で買収、会社の認知度を上げると共に事業を拡大。
- 2021年 -1月「中小企業からニッポンを元気にプロジェクト[4]」に参加、公式アンバサダーである ロンドンブーツ1号2号 田村淳さんを会社のイメージキャラクターとして起用。
- 2021年 -6月『第1回 日本中小企業大賞』で、働き方改革賞・優秀賞を受賞[5]』
- 2021年 -8月神奈川大学みなとみらいキャンパス内に、起業家向けコワーキングスペース「QUARTET WORKS（カルテットワークス）」をグランドオープン[6]』
- 2025年 -6月『税理士法人SoLaboを設立[7]』